# Aces d'Asheville
Les Aces d'Asheville sont une franchise professionnelle de hockey sur glace en Amérique du Nord qui évolue actuellement en SPHL. L'équipe est basée à Asheville dans l'État de la Caroline du Nord.

## Historique
La franchise est créée en 2004 et elle participe à la SPHL. 

### Saisons en SPHL
| Saison    | PJ | V  | D  | N | DP | DF | Pts | Classement | Séries éliminatoires |
| --------- | -- | -- | -- | - | -- | -- | --- | ---------- | -------------------- |
| 2004-2005 | 56 | 19 | 37 | 0 | 0  | 0  | 38  | 7e place   | n'a pas participé    |

## Joueurs 2004-2005

### Gardien de but
- Nick Niedert

- Ryan Person

### Défenseurs
- Ryan Crowther

- Nobumasa Kinugasa

- Dan McNeill

- R. J. Roy

- Andris Vegners

- Sergejs Visegorodcevs

- Gabe Yeung

### Attaquants
- Chris Affinati

- David Bagley

- Daniel Béland

- Peter Bournazakis

- Chad Brandimore

- Peter Cermak

- Eldon Cheechoo

- Chester Gallant

- Jan Kentos

- Chris Kovalcik

- Jarno Mensonen

- Joel Petkoff

- Mike Reagan

- Marc-André Roy

- Matt Shannon

- Andrew Sharp

- Janis Tomans